# Morganite

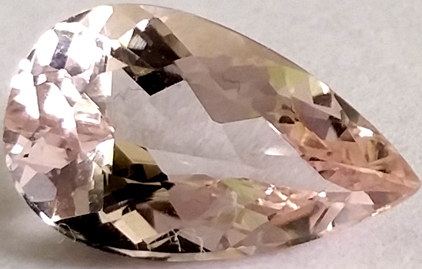
Morganita

Morganite é uma variedade cor de pêssego de berilo. Também conhecido como "berilo rosa", "esmeralda rosa", e "cesan berilo", é um rosa claro raro cor de rosa. Variedades laranja/amarelo de morganite também pode ser encontrado.
É muito apreciada em joalharia para fazer jóias.
Esta pedra semi-preciosa partilha pedras tão famosas como a esmeralda e a água-marinha.